# Индийский марабу
Индийский марабу (лат. Leptoptilos dubius) — птица из семейства аистовых.

## Описание
Индийский марабу — огромная птица, один из самых больших представителей семейства. Его длина составляет 145—150 см, размах крыльев — 250 см, а вес может достигать 8 кг и более. Серые большие верхние кроющие перья крыльев отчётливо контрастируют с в остальном чёрной верхней стороной. Живот и нижняя сторона хвоста светло-серые, жабо белое. Неоперившаяся голова окрашена в розовый, а мощный клюв в жёлтый цвет. В отличие от большинства аистов, летающих с вытянутой шеей, марабу складывают её в полете подобно цаплям, видимо, из-за огромного тяжёлого клюва.

## Распространение
В то время как раньше индийский марабу гнездился в Южной Азии от Индии и Шри-Ланки до Калимантана, сегодня гнездовой ареал ограничивается Ассамом и Камбоджей. Птица зимует во Вьетнаме, Таиланде и Мьянме. Он населяет морские побережья и солончаковые болота, а также светлые леса и сухие травянистые ландшафты.

## Образ жизни
Питание состоит из лягушек, крупных насекомых, молодых птиц, ящериц и грызунов, не пренебрегают птицы и падалью и пищевыми отходами человека. Индийский марабу гнездится в тропических влажных областях, часто в маленьких гнездовых колониях, насчитывающих до 30 гнёзд. 2-3 яйца высиживаются обеими родительскими птицами 28-30 дней.

## Популяция
В то время, как в 19-м веке птица часто встречалась в Индии и Бирме, сегодня их численность сократилась и насчитывает менее 1 000 особей. Причины этого — разрушение гнездовых и кормовых угодий путём осушения влажных областей, использования пестицидов, а также охота и сбор яиц.